# 河野季通
河野 季通（こうの すえみち）は、戦国時代の武将。

## 生涯
河野氏の一族とされる河野政通の嫡男として生まれる。父同様、安東氏（政季・忠季）に臣従して｢季｣の1字を賜い季通と名乗る。
父とともに蝦夷地開拓を行っていたが、それに反発したアイヌの軍勢によって永正9年（1512年）に宇須岸河野館を攻撃され、父の政通と3歳になる娘を逃した後に自害した。一本木（現・函館市若松町、旧・函館市立若松小学校、現・函館市総合福祉センターの横）にて毒矢で戦死の説もあるが、真偽のほどは分からない。
娘の蔦姫は乳母に背負われ松前に逃げ、後に蠣崎季広の正室となり、松前慶広等を産んだ。慶長6年（1601年）に92歳で亡くなったと言われている。季通死後、河野氏の名跡は断絶していたが、慶広の六男が継ぎ、河野時広と名乗ったが、後に名字を松前に戻して、松前景広と名乗った。以後は河野系松前氏として松前藩の藩政に貢献した。